# Potozky László
Potozky László (Csíkszereda, 1988. szeptember 27. –) magyar író és szerkesztő.

## Életpályája
Érettségi vizsgát 2007-ben tett a csíkszeredai Márton Áron Elméleti Líceumban. A Szabadság napilap külső munkatársa volt 2008–2009 között. A Bretter György Irodalmi Kör elnöke 2009–2011 között. 
Felsőfokú tanulmányait a kolozsvári egyetemen végezte, 2011-ben újságíró szakos diplomát szerzett, majd ezt követően ugyanitt magiszterit szociokulturális kommunikációból (2013). 2014-ben disszertált a Marosvásárhelyi Művészeti Egyetem drámaírás mesterképzésén.
Tagja a Szépírók Társaságának, a Fiatal Írók Szövetségének és a József Attila Körnek. 2016-ban Békés Pál-díjat kapott Éles című regényéért.

## Írásai
Írásai többek közt a Körkép és Az Év Novellái című antológiákban jelentek meg, valamint magyarországi, romániai, szlovákiai és szerbiai magyar nyomtatott és online folyóiratokban: Holmi, Jelenkor, Élet és Irodalom, Magyar Lettre Internationale, Műút, Hévíz, Litera.hu, Kalligram, Bárka, Tiszatáj, Kortárs, Prae, Új Forrás, Eső, Irodalmi Jelen, Székelyföld, Látó, Helikon, Irodalmi Szemle, Híd, Sikoly.

### Kötetek
- Áradás (rövidprózák, Erdélyi Híradó – Előretolt Helyőrség, Kolozsvár, 2011)
- Nappá lett lámpafény (rövidprózák, Magvető Kiadó, Budapest, 2013)
- Éles (regény, Magvető Kiadó, Budapest, 2015)
- Égéstermék (regény, Magvető Kiadó, Budapest, 2017)

### Dráma
- Sztrodzsegon (bemutatta a marosvásárhelyi Yorick Stúdió, 2014)

## Díjak, ösztöndíjak
- Communitas Alkotói Ösztöndíj (2010, 2014)
- Szabó Gyula-emlékdíj (2010)
- EMIA Debüt-díj (2011)
- Gion Nándor prózaírói ösztöndíj (2011)
- Méhes György-debütdíj (2011)
- Bálint Tibor-díj (2012)
- Narraton Novellapályázat díja (2013)
- Barabási László-ösztöndíj (2014)
- Focus Medical Novellapályázat 2. díja (2014)
- Móricz Zsigmond-ösztöndíj (2015)[2]
- Békés Pál-díj (2016)
- NKA Alkotói Ösztöndíj (2016)
- Energheia Magyarország 2017-díj